# Eleição presidencial na Venezuela em 1983
A eleição presidencial venezuelana de 1983 foi realizada em 4 de dezembro e a disputa eleitoral ficou mais uma vez concentrada nos candidatos dos dois partidos majoritários da política venezuelana durante o período denominado Quarta República: o candidato oficial da Ação Democrática (AD), Jaime Lusinchi, e o ex-presidente Rafael Caldera, do Comitê de Organização Política Eleitoral Independente (COPEI).
Com uma participação do eleitorado venezuelano no pleito alcançando 87.75%, Jaime Lusinchi sagrou-se vencedor da disputa após obter 3 773 731 votos, o que correspondeu a 56.72% dos votos válidos, e derrotar Rafael Caldera, que por sua vez, obteve 2 298 176 votos, o equivalente a 34.54% dos votos válidos.

## Resultados eleitorais
| Candidatos              | Candidatos              | Partidos                                              | Votos     | %      |
|                         | Jaime Lusinchi          | Ação Democrática                                      | 3 773 731 | 56.72  |
|                         | Rafael Caldera          | Comitê de Organização Política Eleitoral Independente | 2 298 176 | 34.54  |
|                         | Teodoro Petkoff         | Movimento ao Socialismo                               | 277 498   | 4.17   |
|                         | José Vicente Rangel     | Movimento Eleitoral do Povo                           | 221 918   | 3.34   |
|                         | Demais candidatos       | Demais partidos políticos                             | 81 994    | 1.23   |
| Votos válidos           | Votos válidos           | Votos válidos                                         | 6 653 317 | 97.48  |
| Votos inválidos         | Votos inválidos         | Votos inválidos                                       | 171 863   | 2.52   |
| Total de votos          | Total de votos          | Total de votos                                        | 6 825 180 | 100.00 |
| Eleitorado apto a votar | Eleitorado apto a votar | Eleitorado apto a votar                               | 7 777 892 | 87.75  |